# Liste der häufigsten Wörter der deutschen Sprache
Die Liste der häufigsten Wörter der deutschen Sprache beruht auf statistischen Auswertungen von Publikationen in deutscher Sprache.
Eine im Kaedings Häufigkeitswörterbuch 1897 publizierte Auszählung von rund elf Millionen Wörtern ergab, dass nur 207 Wortformen nach ihrer Häufigkeit (Okkurrenz) über 50 Prozent der deutschen Schriftsprache ausmachen. Eine solche Liste ist vor allem für die Linguistik, Kryptoanalyse und Textkompression interessant.
Es sei darauf hingewiesen, dass hier die Häufigkeit von Wörtern (grammatisches Wort: Wortform) und nicht von Worten (semantisches Wort: Wortparadigma oder Lemma) ermittelt wurde und ein Rückschluss auf die Größe des Wortschatzes daher nur begrenzt möglich ist. Eine die Verteilung von Worthäufigkeiten beschreibende Gleichung hatte 1928 E. V. Condon aufgestellt.

## Die 207 häufigsten Wortformen im Deutschen (1897, Häufigkeitswörterbuch von F. W. Kaeding)
30 Formen stellen 31,8 % der Wörter
die, der, und, in, zu, den, das, nicht, von, sie,
ist, des, sich, mit, dem, dass, er, es, ein, ich,
auf, so, eine, auch, als, an, nach, wie, im, für
Diese Formen (mit Ausnahme der Form eine) sind wie nach dem Zipf’schen Gesetz zu erwarten einsilbig und höchstens fünf Buchstaben lang. Als Wortklassen sind vorwiegend Partikeln, insbesondere Konjunktionen und Präpositionen, sowie Personalpronomen und Artikel vertreten, beispielsweise alle einsilbigen Formen des bestimmten Artikels. Als einziges Verb taucht sein in der 3. Person Singular Präsens Indikativ (ist) auf. Die einzige Wortform in dieser Liste, die durch die Rechtschreibreform von 1996 beeinflusst wurde, ist dass.
Weitere 70 Formen stellen nochmals 15,3 % der Wörter
man, aber, aus, durch, wenn, nur, war, noch, werden, bei,
hat, wir, was, wird, sein, einen, welche, sind, oder, zur,
um, haben, einer, mir, über, ihm, diese, einem, ihr, uns,
da, zum, kann, doch, vor, dieser, mich, ihn, du, hatte,
seine, mehr, am, denn, nun, unter, sehr, selbst, schon, hier,
bis, habe, ihre, dann, ihnen, seiner, alle, wieder, meine, Zeit,
gegen, vom, ganz, einzelnen, wo, muss, ohne, eines, können, sei
Das häufigste Substantiv ist nach dieser Zählung Zeit, allerdings wird bei der Zählung allgemein nicht zwischen Groß- und Kleinschreibung unterschieden, was das Ergebnis verfälschen kann. Als weiterer Verbalstamm zeigt sich haben in verschiedenen Formen.
Weitere 107 Formen stellen dann 7,25 % der Wörter
ja, wurde, jetzt, immer, seinen, wohl, dieses, ihren, würde, diesen,
sondern, weil, welcher, nichts, diesem, alles, waren, will, Herr, viel,
mein, also, soll, worden, lassen, dies, machen, ihrer, weiter, Leben,
recht, etwas, keine, seinem, ob, dir, allen, großen, Jahre, Weise,
müssen, welches, wäre, erst, einmal, Mann, hätte, zwei, dich, allein,
Herren, während, Paragraph, anders, Liebe, kein, damit, gar, Hand, Herrn,
euch, sollte, konnte, ersten, deren, zwischen, wollen, denen, dessen, sagen,
bin, Menschen, gut, darauf, wurden, weiß, gewesen, Seite, bald, weit,
große, solche, hatten, eben, andern, beiden, macht, sehen, ganze, anderen,
lange, wer, ihrem, zwar, gemacht, dort, kommen, Welt, heute, Frau,
werde, derselben, ganzen, deutschen, lässt, vielleicht, meiner
Als erstes Vollverb erscheint sagen in der Liste, während wissen nicht vom Farbnamen in weiß getrennt gezählt ist. Die Okkurrenz von Paragraph deutet auf ein Textkorpus hin, das zu einem signifikanten Teil aus juristischen Texten besteht.

## Die hundert häufigsten Wörter im Deutschen
Diese Liste der Universität Leipzig (2001, Uni Leipzig, Deutschland-Korpus) stammt aus dem Jahr 2001 und enthält deshalb und auch weil das Korpus aus Deutschland ist, noch das Wort Mark, das zudem weiterbestehende Bedeutungen hat. Die gesprochene Sprache ist nicht berücksichtigt. Manche Wortformen wie Artikel tauchen doppelt auf, da die Großschreibung (am Satzanfang) berücksichtigt wird.
| Platz 1–10 | Platz 1–10 |
| Platz      | Wort       |
| ---------- | ---------- |
| 1          | der        |
| 2          | die        |
| 3          | und        |
| 4          | in         |
| 5          | den        |
| 6          | von        |
| 7          | zu         |
| 8          | das        |
| 9          | mit        |
| 10         | sich       |

| Platz 11–20 | Platz 11–20 |
| Platz       | Wort        |
| ----------- | ----------- |
| 11          | des         |
| 12          | auf         |
| 13          | für         |
| 14          | ist         |
| 15          | im          |
| 16          | dem         |
| 17          | nicht       |
| 18          | ein         |
| 19          | Die         |
| 20          | eine        |

| Platz 21–30 | Platz 21–30 |
| Platz       | Wort        |
| ----------- | ----------- |
| 21          | als         |
| 22          | auch        |
| 23          | es          |
| 24          | an          |
| 25          | werden      |
| 26          | aus         |
| 27          | er          |
| 28          | hat         |
| 29          | dass        |
| 30          | sie         |

| Platz 31–40 | Platz 31–40 |
| Platz       | Wort        |
| ----------- | ----------- |
| 31          | nach        |
| 32          | wird        |
| 33          | bei         |
| 34          | einer       |
| 35          | Der         |
| 36          | um          |
| 37          | am          |
| 38          | sind        |
| 39          | noch        |
| 40          | wie         |

| Platz 41–50 | Platz 41–50 |
| Platz       | Wort        |
| ----------- | ----------- |
| 41          | einem       |
| 42          | über        |
| 43          | einen       |
| 44          | Das         |
| 45          | so          |
| 46          | Sie         |
| 47          | zum         |
| 48          | war         |
| 49          | haben       |
| 50          | nur         |

| Platz 51–60 | Platz 51–60 |
| Platz       | Wort        |
| ----------- | ----------- |
| 51          | oder        |
| 52          | aber        |
| 53          | vor         |
| 54          | zur         |
| 55          | bis         |
| 56          | mehr        |
| 57          | durch       |
| 58          | man         |
| 59          | sein        |
| 60          | wurde       |

| Platz 61–70 | Platz 61–70 |
| Platz       | Wort        |
| ----------- | ----------- |
| 61          | sei         |
| 62          | In          |
| 63          | Prozent     |
| 64          | hatte       |
| 65          | kann        |
| 66          | gegen       |
| 67          | vom         |
| 68          | können      |
| 69          | schon       |
| 70          | wenn        |

| Platz 71–80 | Platz 71–80 |
| Platz       | Wort        |
| ----------- | ----------- |
| 71          | habe        |
| 72          | seine       |
| 73          | Mark        |
| 74          | ihre        |
| 75          | dann        |
| 76          | unter       |
| 77          | wir         |
| 78          | soll        |
| 79          | ich         |
| 80          | eines       |

| Platz 81–90 | Platz 81–90 |
| Platz       | Wort        |
| ----------- | ----------- |
| 81          | Es          |
| 82          | Jahr        |
| 83          | zwei        |
| 84          | Jahren      |
| 85          | diese       |
| 86          | dieser      |
| 87          | wieder      |
| 88          | keine       |
| 89          | Uhr         |
| 90          | seiner      |

| Platz 91–100 | Platz 91–100 |
| Platz        | Wort         |
| ------------ | ------------ |
| 91           | worden       |
| 92           | Und          |
| 93           | will         |
| 94           | zwischen     |
| 95           | Im           |
| 96           | immer        |
| 97           | Millionen    |
| 98           | Ein          |
| 99           | was          |
| 100          | sagte        |

## Weitere Listen
Im Duden-Korpus ist das häufigste Substantiv „Jahr“. Es folgen „Euro“, „Uhr“, „Prozent“ und „Deutschland“. Das Häufigkeitswörterbuch von Randall Jones und Erwin Tschirner 2015 wiederum umfasst gesprochenes und geschriebenes Deutsch. Gesprochenes basierend unter anderem auf in Deutschland erschienenen Fernsehsendungen. Auf Grund der Wahl der Korpora zeigt sich auch, dass derartige Häufigkeitslisten eher deutschlandlastig sind, in Österreich oder in der Schweiz würde das teils anders ausfallen („Mark“/„Euro“, „Paragraph“, „Deutschland“ usw.).
Für das Schweizer Hochdeutsch ist keine eigene Statistik bekannt.

## Die häufigsten Substantive, Verben, Adjektive, Pronomen und Zahlen
Bei den Substantiven, Verben und Adjektiven werden nur die jeweiligen Grundformen angegeben. Es wurde festgestellt, welches Wort häufig vorkam, und dessen Grundwort in der Liste vermerkt. Bei den Pronomen wurden die groß geschriebenen Höflichkeitsformen nicht berücksichtigt. Bei den Zahlwörtern konnten die Formen der Zahl eins nicht von denen des indefiniten Artikels unterschieden werden.